# 1962-es magyar úszóbajnokság
Az 1962-es magyar úszóbajnokságot szeptemberben rendezték meg Budapesten.

## Eredmények

### Férfiak
| Versenyszám                           | Arany                                                                        | Arany   | Ezüst                                                                           | Ezüst   | Bronz                                                                 | Bronz   |
| ------------------------------------- | ---------------------------------------------------------------------------- | ------- | ------------------------------------------------------------------------------- | ------- | --------------------------------------------------------------------- | ------- |
| 100 m gyorsúszás szeptember 13.       | Dobai Gyula Újpesti Dózsa                                                    | 56      | Szlamka László Spartacus                                                        | 57      | Gulrich József Újpesti Dózsa                                          | 57,3    |
| 200 m gyorsúszás szeptember 15.       | Katona József Egri Dózsa                                                     | 2:06,9  | Gulrich József Újpesti Dózsa                                                    | 2:08,8  | Csikány József Ferencvárosi TC                                        | 2:10,3  |
| 400 m gyorsúszás szeptember 14.       | Katona József Egri Dózsa                                                     | 4:33,2  | Mártonffy Tamás Egri Dózsa                                                      | 4:47,1  | Bodóki Csaba BVSC                                                     | 4:47,9  |
| 1500 m gyorsúszás szeptember 16.      | Katona József Egri Dózsa                                                     | 19:15,1 | Bodóki Csaba BVSC                                                               | 19:21,7 | Ritz György Bp. Honvéd                                                | 19:36,5 |
| 100 m hátúszás szeptember 16.         | Csikány József Ferencvárosi TC                                               | 1:03,6  | Szabó József Ferencvárosi TC                                                    | 1:04,8  | Kosztolánczy György Újpesti Dózsa                                     | 1:07    |
| 200 m hátúszás szeptember 14.         | Csikány József Ferencvárosi TC                                               | 2:20,1  | Kosztolánczy György Újpesti DózsaSzabó József Ferencvárosi TC                   | 2:23,4  |                                                                       |         |
| 100 m mellúszás szeptember 14.        | Ulrich András Bp. Honvéd                                                     | 1:13,7  | Lenkei Ferenc BVSC                                                              | 1:13,8  | Szölgyémi Ferenc Egri Dózsa                                           | 1:16,6  |
| 200 m mellúszás szeptember 15.        | Ulrich András Bp. Honvéd                                                     | 2:46,3  | Fábián Béla Egri Dózsa                                                          | 2:47,6  | Balássy Péter BVSC                                                    | 2:47,8  |
| 100 m pillangóúszás szeptember 14.    | Gulrich József Újpesti Dózsa                                                 | 1:00,2  | Kiricsi János Bp. Honvéd                                                        | 1:04    | Serényi Péter Spartacus                                               | 1:05,6  |
| 200 m pillangóúszás szeptember 13.    | Katona József Egri Dózsa                                                     | 2:22,9  | Kiricsi János Bp. Honvéd                                                        | 2:29,4  | Regős István Újpesti Dózsa                                            | 2:30,7  |
| 400 m vegyes szeptember 15.           | Lenkei Ferenc BVSC                                                           | 5:17,2  | Kiricsi János Bp. Honvéd                                                        | 5:17,3  | Burmeister János Spartacus                                            | 5:25,8  |
| 4 × 100 m gyorsváltó szeptember 14.   | Újpesti Dózsa Dobai Gyula Kosztolánczy György Haraszti Thegze Gulrich József | 3:52    | Spartacus Burmeister János Mitók Szlamka László Fodor Gábor                     | 3:55,2  | Ferencvárosi TC Gyertyánffy Péter Kárpáti György Vörös Csikány József | 3:56,8  |
| 4 × 200 m gyorsváltó szeptember 13.   | Újpesti Dózsa Haraszti Thegze Kosztolánczy György Dobai Gyula Gulrich József | 8:44,7  | Ferencvárosi TC Gallassi István Kárpáti György Gyertyánffy Péter Csikány József | 8:46,5  | Egri Dózsa Bodnár András Ali Csaba Mártonffy Tamás Katona József      | 8:48,8  |
| 4 × 100 m vegyes váltó szeptember 16. | Újpesti Dózsa Kosztolánczy György Seenger Tamás Gulrich József Dobai Gyula   | 4:18,4  | Bp. Honvéd Kovács Ulrich András Kiricsi János Ziegler                           | 4:29,4  | Spartacus Szlamka László Nagy Serényi Péter Fodor Gábor               | 4:32,1  |

### Nők
| Versenyszám                           | Arany                                                                   | Arany  | Ezüst                                                                            | Ezüst  | Bronz                                                              | Bronz  |
| ------------------------------------- | ----------------------------------------------------------------------- | ------ | -------------------------------------------------------------------------------- | ------ | ------------------------------------------------------------------ | ------ |
| 100 m gyorsúszás szeptember 13.       | Takács Katalin Újpesti Dózsa                                            | 1:03,4 | Frank Mária OSC                                                                  | 1:05,4 | Erdélyi Éva Egri Dózsa                                             | 1:05,8 |
| 200 m gyorsúszás szeptember 14.       | Frank Mária OSC                                                         | 2:24,2 | Takács Katalin Újpesti Dózsa                                                     | 2:25,8 | Kovács Zsuzsa Ferencvárosi TC                                      | 2:28   |
| 400 m gyorsúszás szeptember 16.       | Frank Mária OSC                                                         | 5:12,2 | Takács Katalin Újpesti Dózsa                                                     | 5:12,3 | Balla Mária Ferencvárosi TC                                        | 5:24,1 |
| 100 m hátúszás szeptember 15.         | Korényi Olga III. kerületi TTVE                                         | 1:13,3 | Balla Mária Ferencvárosi TC                                                      | 1:13,4 | Boros Katalin Újpesti Dózsa                                        | 1:17,9 |
| 200 m hátúszás szeptember 14.         | Egerváry Márta Ferencvárosi TC                                          | 2:38,1 | Balla Mária Ferencvárosi TC                                                      | 2:40,4 | Takács Katalin Újpesti Dózsa                                       | 2:47,5 |
| 100 m mellúszás szeptember 15.        | Egerváry Márta Ferencvárosi TC                                          | 1:23,2 | Berinde Mária Újpesti Dózsa                                                      | 1:23,3 | Kovács Zsuzsa Ferencvárosi TC                                      | 1:24,5 |
| 200 m mellúszás szeptember 16.        | Egerváry Márta Ferencvárosi TC                                          | 3:00,4 | Berinde Mária Újpesti Dózsa                                                      | 3:03,8 | Kovács Zsuzsa Ferencvárosi TC                                      | 3:04,7 |
| 100 m pillangóúszás szeptember 13.    | Egerváry Márta Ferencvárosi TC                                          | 1:11,6 | Csizmadia Ibolya III. kerületi TTVE                                              | 1:14,5 | Korényi Olga III. kerületi TTVE                                    | 1:16,6 |
| 200 m pillangóúszás szeptember 14.    | Egerváry Márta Ferencvárosi TC                                          | 2:42,7 | Csizmadia Ibolya III. kerületi TTVE                                              | 2:58,4 | Madarász Imola Ferencvárosi TC                                     | 2:58,9 |
| 400 m vegyes szeptember 15.           | Egerváry Márta Ferencvárosi TC                                          | 5:45,3 | Csizmadia Ibolya III. kerületi TTVE                                              | 6:02,5 | Madarász Imola Ferencvárosi TC                                     | 6:10,5 |
| 4 × 100 m gyors váltó szeptember 16.  | Ferencvárosi TC Balla Mária Egerváry Márta Madarász Imola Kovács Zsuzsa | 4:30,1 | Újpesti Dózsa Zörgő Diána Boros Katalin Kiss Takács Katalin                      | 4:33,5 | BVSC Turóczy Judit Bodóki Réka Turóczy Eszter Gágyor Vera          | 4:39,3 |
| 4 × 100 m vegyes váltó szeptember 13. | Ferencvárosi TC Balla Mária Kovács Zsuzsa Egerváry Márta Olt Éva        | 4:59,2 | III. kerületi TTVE Korényi Olga Csörgei Erika Csizmadia Ibolya Weidinger Piroska | 5:08,9 | Újpesti Dózsa Boros Katalin Berinde Mária Weichardt Takács Katalin | 5:10,7 |